# Rhye's and Fall of Civilization
Rhye's and Fall of Civilization es un mod perteneciente al juego Civilization IV. Es un mod basado en un mapa del mundo que intenta hacer que la partida para un jugador sea una simulación realista de la historia de la Tierra. Es la secuela de "Rhye's of Civilization", uno de los mods más populares de Civilization III. Hay variantes de este mod para poder jugar con un mapa aleatorio (Rhye's and Fall of Civilization RAND) o multijugador (Rhye's and Fall of Civilization MP). Está traducido al castellano entre otros idiomas.
El mod gira en torno al auge y caída históricos de las civilizaciones: no empezarán todas al mismo tiempo, sino en las fechas precisas. A menos que se escoja una civilización de las iniciales (China o Babilonia por ejemplo) el jugador espera a que el ordenador juegue la partida hasta el año de aparición de su civilización. Las civilizaciones pueden caer por muchos factores, incluyendo las guerras civiles causadas por la inestabilidad interna y los ataques bárbaros.

## Características
- Contextos histórico. Cada civilización comienza en la fecha y lugar correspondiente. Debes tener cuidado si juegas con civilizaciones como Roma, ocupando terreno en el que nacerán nuevas civilizaciones.
- Poderes únicos: las habilidades de los líderes se han suprimido y en lugar cada civilización tiene un poder único, además de una unidad y un edificio especial.
- Condiciones de victoria históricas. Cada civilización debe cumplir tres objetivos distintos para ganar la partida por victoria histórica. Estos objetivos concuerdan con su trasfondo histórico o aspiraciones que trataban de cumplir. Este modo de ganar asegura que las civilizaciones que estén en peor situación también puedan vencer.
- IA especial y localización de ciudades. La IA de cada civilización intentará expandirse en su emplazamiento histórico. Cada nueva ciudad recibe el nombre de las ciudades reales del entorno.
- Estabilidad. Una de las principales características de este mod. Un imperio puede expandirse por el mundo hasta que las ansias de independencia provoquen que las naciones vuelvan a surgir del olvido o se caiga en un estado de guerra civil. La estabilidad está influenciada por cinco factores:
  - El desarrollo de tus ciudades.
  - La anarquía sufrida y la relación de los principios.
  - El comercio, producción y comida de tu civilización.
  - El tamaño de tu imperio y su coherencia con en la expansión real de la civilización. El principio elegido para la expansión.
  - La política internacional y buenas relaciones.
- Peste. La otra gran característica del mod. En determinados momentos se propagará la peste entre las ciudades, gracias al contacto con extranjeros y proximidad con ciudades infectadas. El factor más importante para evitar la peste o limitar sus devastadoras consecuencias es el excedente de salud de las ciudades.
- Principios de expansión: Se han añadido un nuevo conjunto de principios para la expansión de la civilización.
- Congreso. Las civilizaciones más importantes de cada momento pueden pedir una ciudad (que le haya pertenecido o cercana a sus fronteras), el resto de invitados al congreso deben votar a favor, en contra o abstenerse. Para favorecer el voto se puede sobornar a otras civilizaciones antes del voto, aunque esto puede resultar contraproducente.
- Embajadas. Las civilizaciones pierden el contacto entre sí a menos que haya un contacto continuo o una embajada.
- Mercenarios. Es posible contratar u ofrecer mercenarios.